# Nikolas Tomsick
Nicholas Tomsick (Denver, 26 februari 1991) is een Amerikaans-Kroatisch basketballer.

## Carrière
Tomsick speelde collegebasketbal voor de North Platte CC van 2010 tot 2012 en daarna van 2012 tot 2014 voor Fort Lewis Skyhawks. Hij speelde daarna vanaf februari 2015 een half seizoen voor de Duitse vijfdeklasser BBG Herford. In 2016 tekende hij een contract bij het Kroatische KK Zabok.
In juni 2017 tekende hij een contract bij het Zweedse Jämtland Basket als vervanger van de vertrokken Jabril Durham. In september verliet hij de club en tekende bij de Plymouth Raiders. In januari 2018 tekende hij een contract bij het Kroatische KK Vrijednosnice Osijek voor de rest van het seizoen. In de zomer van 2018 speelde hij voor de DuBois Dream in The Basketball Tournament. Hij tekende voor het seizoen 2018/19 in de IJslandse competitie bij Þór Þorlákshöfn. In de zomer keerde hij terug naar DuBois Dream om voor hen te spelen.
Hij speelde een tweede seizoen in IJsland voor Stjarnan. In 2020/21 speelde hij een derde seizoen in IJsland voor Tindastóll. In de zomer van 2021 tekende hij bij het Kosovaarse KB Prishtina. Hij speelde het seizoen uit bij het Tsjechische Olomoucko Prostejov. In de zomer van 2022 tekende hij bij de Belgische tweedeklasser Kortrijk Spurs. Hij speelde met de club kampioen in de tweede klasse en maakte mee de overstap naar de BNXT League. In maart 2024 maakte hij de overstap naar het Nederlandse Donar.
In augustus 2024 tekende hij in de Mexicaanse competitie bij Abejas de León.

## Erelijst
- Duitse vijfde klasse: 2015
- Belgische tweede klasse: 2022